# Паті Янг
Паті Янг (англ. Pati Yang, справжнє ім'я: Патриція Гілтон, до шлюбу Ґжималкевич, пол. Patrycja Hilton (Grzymałkiewicz) нар. 26 березня 1980, м. Вроцлав) — польська співачка, авторка пісень, музикантка, діджейка, піонерка трип-хоп музики в Польщі.

## Біографія
Народилася в Польщі, але перші 8 років свого життя провела на гастролях з мамою та її партнером Яном Борисевичом, лідером гурту Lady Pank.
Маючи безкомпромісний характер, у 16 років покинула дім та школу та поїхала здобувати музичну освіту у Лондоні. У 18 років підписала велику угоду з музичним лейблом Sony. Це був величезний успіх. Перший альбом став бестселером у Польщі і завоював головні музичні нагороди. Визнання критики та фанатів зробили її відомою у світі.
Повернувшись до Польщі, Паті занурилася у творчу мистецьку діяльність. Вона стала художницею-самоучкою, поеткою-публіцисткою і впливовою радіо ді-джейкою у Варшаві. Пізніше, у 2001 році, вона повернулася працювати до Лондона, де зустрілася зі Стівеном Гілтоном, з яким одружилася і спільно утворила гурт Children.
Згодом, разом з композитором Девідом Холмсом, вона працювала над записом музики для таких відомих фільмів, як «Завтра не помре ніколи», «Одинадцять друзів Оушена», «Дванадцять друзів Оушена», «Мулен Руж!». Продуктом їх співпраці став гурт The Free Association. Разом з цим гуртом Паті Янг працювала над саундтреком до фільму Майкла Вінтерботтом — «Код 46», який був номінований на найкращий саундтрек на європейських кінофестивалях в 2003 році.
2006 року грала на розігріві концерту Depeche Mode у Варшаві.
У 2005 році на Air Studios Янг записала свій дебютний сольний альбом — Silent Treatment. Разом з чоловіком вона створила інший проєкт під назвою FlyKKiller, випустивши альбом Experiments in Violent Light у 2007 році. 2009 року випустила наступний альбом Faith, Hope + Fury. Останній альбом Wires and Sparks під продюсюванням Джозефа Кросса вийшов у Великій Британії 9 квітня 2011 року.

## Дискографія

### Сольні альбоми

#### Студійні альбоми
- Jaszczurka (1998)
- Silent Treatment (2005)
- Faith, Hope + Fury (2009)
- Wires and Sparks (2011)

#### Сингли
- Jaszczurka
- Underlegend
- All That Is Thirst
- Reverse the Day
- Stories from Dogland
- Near to God
- Take a While
- Tonight (jako Nikita)

#### Не випущені альбоми
- Unrealesed Songs (доступний в Інтернеті)

### FlyKKiller дискографія
- FlyKKiller EP (2007)
- Peroxide EP (2007)
- Fear EP (2007)
- Experiments in Violent Light (2007)
- Shine Out Shine Out EP (2008)

### Інші проєкти
- 2cresky — Major System Error (2000, вокал у треку «Plastic Bag»)
- Children — Tune to Unknown (2003)
- The Free Association — Code 46 (2004, саундтрек для Code 46)
- Leo Abrahams — The Unrest Cure (2008, вокал у треку «Banks of Kyoto»)